# (8477) Andrejkiselev
(8477) Andrejkiselev (1986 RF7) – planetoida z pasa głównego okrążająca Słońce w ciągu 3,27 lat w średniej odległości 2,2 au. Odkryta 6 września 1986 roku.